# Мурмозеро (озеро, Карелия)
Мурмозеро, Погостское — пресноводное озеро на территории Красноборского сельского поселения Пудожского района Республики Карелии.

## Общие сведения
Площадь озера — 1,2 км². Располагается на высоте 37 метров над уровнем моря.
Форма озера треугольгая, продолговатая: оно вытянуто с северо-запада на юго-восток. Берега каменисто-песчаные, местами заболоченные.
Озеро без выраженного поверхностного притока. Из северо-западной оконечности озера вытекает безымянная протока, впадающая с левого берега в реку Чёрную, впадающую в Онежское озеро.
Ближе к южному берегу озера расположен один небольшой остров без названия.
Средняя амплитуда колебания уровня составляет 0,45 м.
На берегах Мурмозера расположены посёлок Красноборский и деревня Нигижма.
Код объекта в государственном водном реестре — 01040100611102000019661.

## Панорама

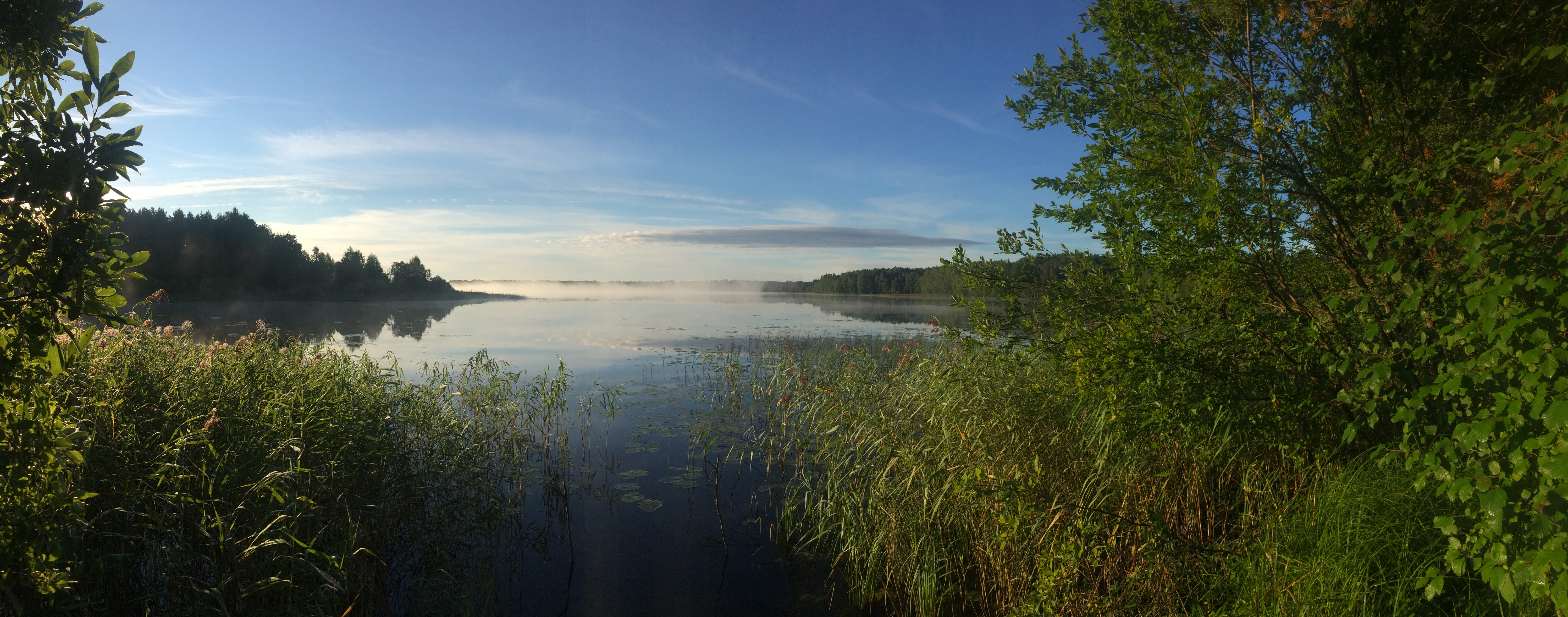
Панорама